# Jan Cocotte-Pedersen
 Der er flere personer med dette navn, se Jan Pedersen.
Jan Cocotte-Pedersen (født 6. juni 1950 i København, død 18. september 2024) var en dansk kok og restauratør.

## Karriere
Han blev udlært kok på Restaurant Nimb i København og blev derefter køkkenchef på Rørvig Færgekro (1970-1976). Jan Cocotte-Pedersen blev chefkok på restauranten La Cocotte på Hotel Richmond i København 1976-1990, som var blandt de første danske restauranter der fik en stjerne i Michelin-guiden. Efter en periode som chef for Scanticons La Cocotte restauranter blev han chef på Restaurant Mikkelgaard i Rungsted og efterfølgende på Søllerød Kro, som han også var med til at sikre en stjerne i Michelin-guiden.
I forbindelse med indspilning af filmen Babettes gæstebud blev Cocotte-Pedersen hyret til at lave retterne til optagelserne.
I 1997 overtog Jan Cocotte-Pedersen Elverdamskroen sydøst for Holbæk (nær Tølløse), hvor han bl.a. jævnligt serverede den klassiske femretters menu fra filmen Babettes gæstebud, der vandt såvel en Oscar (1988) som en BAFTA Award (1989), og hvor selve toppunktet i filmen knytter sig til et helt specielt festmåltid, som filmens hovedperson tilbereder. Han drev kroen frem til 2013. Jan Cocotte-Pedersen har også medvirket som madkonsulent ved andre filmindspilninger.
Gennem sin karriere modtog Jan Cocotte-Pedersen en række priser og udmærkelser, bl.a. vandt han som den første danske kok et verdensmesterskab (Bocuse d'Or) med tilberedning af en fiskeret i 1989.

## Publikationer
- 100 Retter a la Cocotte (1987)
- Vintergæster a la Cocotte (1991, hvori opskrifterne fra Babettes gæstebud indgår)
- Fiskekogebog (1995)
- Gæstemad året rundt (1998)